# Deuteros: The Next Millennium
 (décembre 2018).
Si vous disposez d'ouvrages ou d'articles de référence ou si vous connaissez des sites web de qualité traitant du thème abordé ici, merci de compléter l'article en donnant les références utiles à sa vérifiabilité et en les liant à la section « Notes et références ».
Deuteros: The Next Millennium  est la suite du jeu vidéo Millennium 2.2, publié par Activision pour Amiga et Atari ST en 1991. Le jeu a été conçu par Ian Bird avec les graphismes de Jai Redman et la musique de Matt Bates.
L'objectif est d'exploiter et de gérer les ressources des planètes, d'explorer le système solaire et plus loin encore, et finalement de débarrasser la galaxie des Méthanoides.

## Réalisation
Deuteros, à l'époque où il sort, est en deçà des capacités techniques de l'Atari ST (ou l'Amiga), avec des graphismes sobres à base d'images statiques, une bande son minimaliste et très peu de musique. L'intérêt du jeu peut plutôt être trouvé dans son scénario post-apocalyptique où la race humaine vient à peine de revenir sur Terre et où tout reste à reconstruire. Les théories dont se sert le jeu pour ses inventions sont inspirées des plus grandes découvertes scientifiques d'aujourd'hui (relativité d'Einstein) et de théories plus science-fictionnesques (transduction de masse).
C'est un univers particulier qui est décrit dans Deuteros : le manuel contient une description travaillée de l'histoire et des théories décrites dans le jeu, l'univers est gigantesque et les énigmes nombreuses.

## Les aspects du jeu
Comme dans la plupart des jeux de gestion et de stratégie, les tâches à effectuer concernent divers aspects tels que la recherche, la production, l'expansion, la gestion des ressources et la guerre.
La recherche permet de développer des plans pour la production. On peut en outre donner des coups de pouce à la recherche en faisant des découvertes.
La production, dans un premier temps, nécessite des artisans, qu'il est très vite possible dans le jeu de remplacer par des automates.
L'expansion se fait de planète en planète au moyen de stations orbitales, de stations planétaires et de vaisseaux inter-planétaires.
La gestion des ressources est importante puisque sur la dizaine de matières premières (titane, carbone, palladium, argent, etc.) du jeu, il faut exploiter de nombreuses planètes du système... ou la ceinture d'astéroïdes, étape indispensable pour se procurer les premières denrées rares.
Enfin, la guerre contre les Méthanoïdes, premiers humains colons, est inévitable et perdure au-delà des frontières du système solaire.
Grâce à ses scientifiques, le joueur est amené à découvrir des technologies innovantes qui lui permettront de voyager en hyper-lumière, de construire un lance missile pour ses vaisseaux, un système de destruction massif, etc.
À côté de cela il peut également « voler » certaines technologies méthanoides, comme le MAD (Mecanisme Auto-Destruction) et un appareil utile, le transducteur de masse, qui permet de téléporter ses denrées directement de ses champs de derricks jusqu'à sa station orbitale puis n'importe où dans la galaxie...

## L'histoire
En 2200 après Jésus-Christ, un gigantesque astéroïde s'écrasa dans l'Océan Pacifique produisant des effets dévastateurs. Toute vie humaine disparut dans le cataclysme qui s'ensuivit, à l'exception d'une petite colonie de chercheurs basée sur la Lune. Leur mission fut alors de recoloniser la Terre et de redonner à ses terres et océans dévastés leur apparence hospitalière d'autrefois.
Des ressources considérables étaient nécessaires mais ces matières premières n'étaient pas disponibles dans les maigres gisements lunaires. Le commandant de la base lunaire établit un plan qui visait à coloniser planètes et lunes dans tout le système solaire. La technologie d'alors permettait une connaissance approfondie de tout le génome humain et les scientifiques étaient capables de créer des mutations humaines spécifiques pouvant vivre et se multiplier sur d'autres planètes.
Lorsque enfin la planète Mère fut de nouveau habitable, le commandant ordonna un exode massif vers la terre. Tous les hommes, toutes les femmes et tous les enfants étaient indispensables à la reconstruction de la civilisation détruite par l'impact. Tous les efforts furent concentrés vers cet objectif et la Base Lunaire qui avait joué un rôle si important pour la survie de l'espèce, fut abandonnée. Les colonies lointaines, et avec elles leurs différentes races de mutants, furent oubliées.
Au cours des deux premiers siècles, il se passa très peu de choses sur les colonies lointaines. Les différentes races prospérèrent et se lancèrent dans les échanges commerciaux, chacune développant sa culture unique. Puis un litige sans importance survint entre les deux races les plus avancées et les plus puissantes, les Hydroïdes et les Méthanoïdes. Les Hydroïdes étaient une forme de vie d'aspect plutôt repoussant qui semblait n'avoir conservé que les traits les plus  déplaisants de l'homme. Les Méthanoïdes étaient en revanche une culture calme, intelligente et pleine de ressources, avant une véritable passion pour la musique. Et tant que les Hydroïdes restèrent sur leur planète, les Méthanoïdes vécurent heureux.
Depuis quelques années, les Hydroïdes étudiaient une petite lune dans l'orbite de Saturne et étaient maintenant prêts à la coloniser. Les Méthanoïdes étaient hostiles à ce projet, car la rapide expansion des Hydroïdes les inquiétait. La situation fut compliquée par un incident qui survint à l'occasion d'un concert donné par Ulta ben-Cthug, compositeur Méthanoïde. Une ambassade Hydroïde avait été invitée au concert, mais était partie au bout de quelques minutes, se plaignant de ce que le morceau d'ouverture de ben-Cthug leur avait causé une véritable souffrance physique. Les Méthanoïdes étaient furieux, et la situation dégénéra rapidement en guerre, une guerre longue et impitoyable qui devait durer un siècle.
L'intelligence des Méthanoïdes devait leur donner l'avantage décisif. Leurs tactiques et leur armement s'amélioraient avec chaque bataille, tandis que les Hydroïdes perdaient de plus en plus de leurs colonies, et avec elles les ressources qui leur auraient permis de reconstruire leurs flottes de combat. Finalement les Hydroïdes furent confinés à leur dernière place forte, le disque jaune de Jupiter. Les Méthanoïdes étaient prêts pour l'assaut final. Leur formidable flotte s'approchait de la colonie encerclée, les gros vaisseaux flanqués de centaines de drones de combat. L'hymne de bataille des Méthanoïdes retentit sur les ondes radio, et la dernière bataille s'engagea.
Pendant ce temps, sur Terre, les siècles qui s'étaient écoulés avaient vu l'émergence d'une nouvelle civilisation humaine. La vie sur la nouvelle Terre était extrêmement dure, et les humains étaient en outre ramollis par des générations de dépendance technologique et scientifique. Toute idée de vol spatial était oubliée depuis longtemps et personne n'avait plus aucun contact avec les colonies lointaines. Personne n'avait entendu parler du terrible conflit qui opposait Hydroïdes et Méthanoïdes ; de toute manière, cela n'aurait intéressé personne. Leur vie était une lutte permanente et n'avait qu'un objectif la recolonisation de ce monde nouveau et hostile. Même la Base Lunaire n'excitait plus les imaginations, il n'existait aucune trace d'un tel endroit, aucune preuve qu'il avait existé, et le berceau de la nouvelle Humanité devint une légende.
Mais tout ceci devait changer, grâce aux travaux d'un certain Docteur Darrill Trout. Né au XXIXe siècle, il devint directeur de recherche à l'université du Nouveau Monde, et révolutionna le mode de pensée du monde par ses travaux sur le vol spatial, la politique et l'histoire.
Le Docteur Trout croyait à la Base Lunaire. Il avait des preuves de son existence ainsi que de celle d'autres colonies situées au-delà de la ceinture des astéroïdes. Après de nombreuses années de dur labeur, il publia "Principes", une thèse en vingt-six volumes sur la conception et la construction des vaisseaux spatiaux. Les deux derniers volumes traitaient d'un plan visant à construire une deuxième "Base Lunaire" sur la Terre qui servirait à établir une base orbitale destinée à servir de tête de pont vers la lune et au-delà.
L'effet de "Principes" fut spectaculaire. Les travaux sur la nouvelle Terre-Ville commencèrent immédiatement. En dépit de l'opinion d'une partie de la population qui pensait que les voyages spatiaux étaient à la fois peu naturels et peu souhaitables, le projet représentait un objectif indispensable maintenant que les objectifs initiaux étaient atteints. En 3100 apr. J.-C. la Ville était terminée. Les recrues étaient prêtes pour l'entraînement et attendaient avec impatience l'arrivée du nouveau commandant...
L'opération "Deuteros" commençait.

## Réception
- Gen4 : 92% « Gen d'or »[2]
- Tilt : 18/20[1]